# مراد هيبتان بازار
مراد هيبتان بازار (بالفارسية: مراد هیبتان بازار) هي قرية تقع في منطقة بولان في إيران. يقدر عدد سكانها بـ 77 نسمة بحسب إحصاء 2016.